# Tarek Ehlail

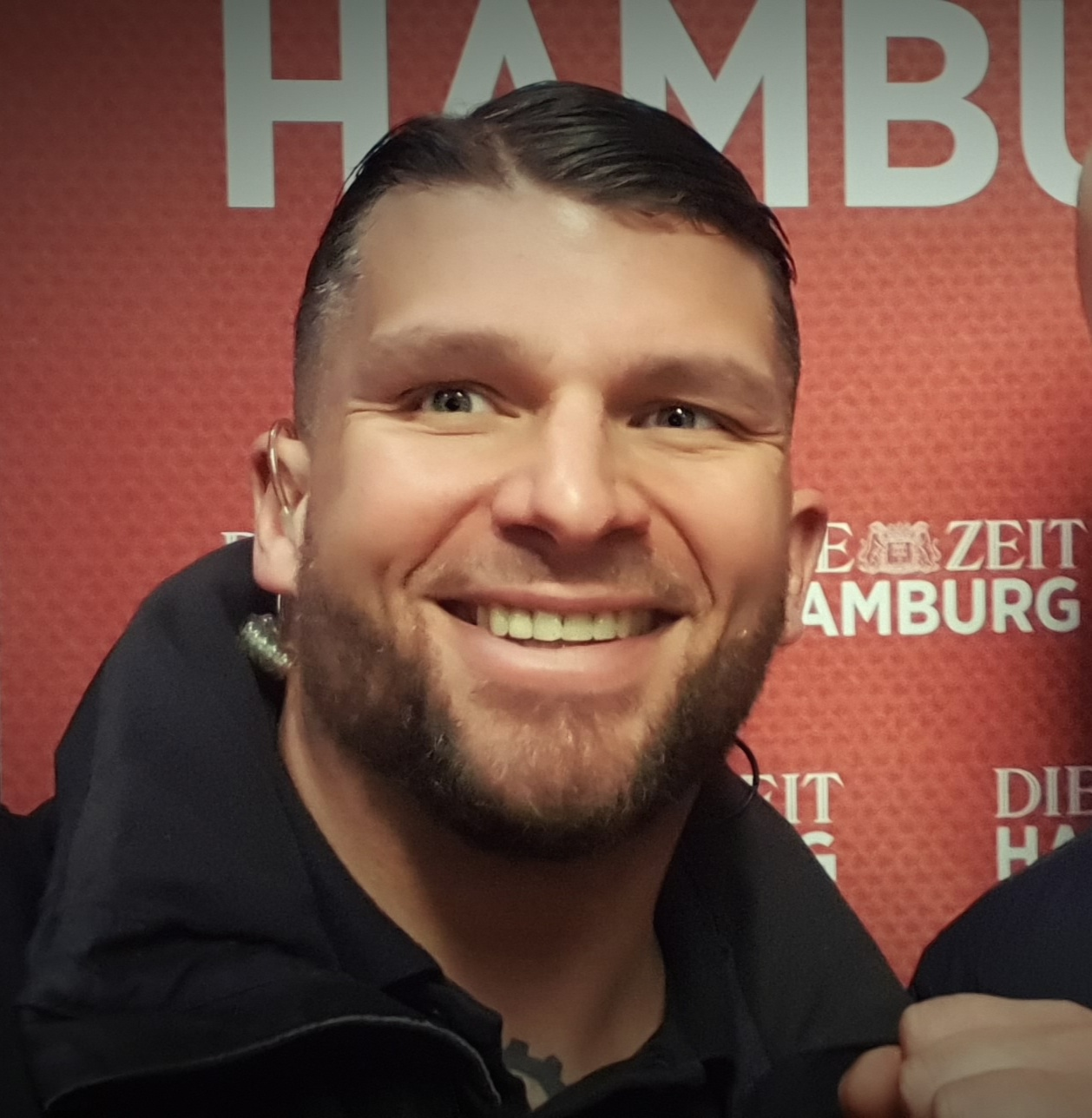
Tarek Ehlail 2018

Tarek Ehlail (* 31. August 1981 in Homburg, Deutschland) ist ein deutscher Regisseur, Drehbuchautor, Produzent sowie Unternehmer für Sicherheitsdienstleistungen.

## Leben
Ehlail ist der Sohn eines Palästinensers und einer Deutschen. 2003 gründete er die Produktionsfirma Sabotakt, die sich vor allem der Arbeit an Undergroundprojekten verschrieben hat. Er gründete zudem mit Matthias Lange die Sabotakt Boxparty, ein Punk- und Kampfsport-Event, mit dem sie auch Europa bereist haben. Seit 2015 betreibt er zudem die Agentur Solid, die Schutzdienstleistungen, Sicherheitskonzepte und freie Wachkräfte vermittelt.
2008 drehte Tarek Ehlail gemeinsam mit Matthias Lange sein Kinodebüt Chaostage – We Are Punks!. Der Film, der sich mit den Punk – Straßenschlachten der 80er und 90er Jahre auseinandersetzt, ist mit bekannten deutschen Schauspielern besetzt. Den Filmsoundtrack schrieben Alec Empire und Pöbel & Gesocks.
2009 förderten die Saarlandmedien Tarek Ehlails Kinoprojekt Gegengerade – Niemand siegt am Millerntor, einen Spielfilm um den FC St. Pauli. Mitwirkende waren unter anderem Mario Adorf, Claude-Oliver Rudolph, Moritz Bleibtreu und Fabian Busch. Der Film wurde in den Langfilmwettbewerb des Filmfestival Max Ophüls Preis 2011 gewählt.
2011 entstand gemeinsam mit der Elektro-Band Egotronic der Dokumentarfilm Alles in Allem. Die Tour der Band, die auch für den Soundtrack von Gegengerade verantwortlich war, wurde zwei Wochen mit der Kamera begleitet. 2012 drehte Tarek Ehlail in Koproduktion mit dem Saarländischen Rundfunk den Dokumentarfilm Glaubenskrieger. Das Werk beschäftigt sich mit der alljährlichen Internationalen Soldatenwallfahrt in Lourdes. Premiere des Films war das Filmfestival Max Ophüls Preis im Januar 2013.
Im März 2013 erschien Ehlails erstes Buch Piercing is not a crime. Das Buch erzählt 33 Anekdoten aus Ehlails Zeit als Bodypiercer.
Im Jahr 2015 führte Ehlail Regie bei dem Kino Spielfilm Volt, einem Science-Fiction-Drama, welches die Spätfolgen der Flüchtlingskrise thematisiert.
Ehlail lebt in Hamburg.

## Filmographie (Auswahl)
Spielfilm 
- Chaostage – We Are Punks! (2008)
- Gegengerade – Niemand siegt am Millerntor (2011)
- VOLT (2016)

 Dokumentarfilm 
- Bonobo (Amateurfilm, 2004)
- Deutschlands Golden Boy über René Weller (2005)
- Glaubenskrieger (2013)
- Alles in Allem – Egotronic (2013)

 Musikvideo 
- Volkskind: Veni, Vidi, Chaostage (2008)
- Nyze feat. Bushido: Ein letztes Mal (2009)
- D-Bo: Frust (2009)
- Nyze: Easy (2009)
- D-Bo feat. Pireli: Diskothek (2009)
- Slime: Gewinnen werden immer wir (2010)
- Egotronic: Hamburg soll brennen (2010)
- Johnny Mauser: Die Mauer (2013)